# هجوم الناتو في باكستان 2011
كان هجوم الناتو في باكستان عام 2011 (المعروف أيضًا باسم حادثة صلالة، أو هجوم صلالة أو هجمات 26/11)، اشتباكًا حدوديًا وقع عندما اشتبكت قوات حلف شمال الأطلسي بقيادة الولايات المتحدة مع قوات الأمن الباكستانية في نقطتي تفتيش عسكريتين لباكستان بمحاذاة الحدود الأفغانية الباكستانية يوم السبت، 26 نوفمبر 2011. دخلت مروحيتان من طراز أباتشي وطائرة حربية من طراز إيه سي 130 وطائرتان مقاتلتان من طراز إف 15 إيغل تابعة جميعها للناتو لمسافة يتراوح تقديرها بين ما لا يقل عن 200 متر (660 قدمًا) حتى 2.5 كيلومتر (1.6 ميل)، في المنطقة الحدودية الباكستانية في صلالة (في منطقة بايزاي التابعة لمنطقة مهمند القبلية ضمن المناطق القبلية الخاضعة للإدارة الاتحادية) في الساعة 2 صباحًا بالتوقيت المحلي. دخلوا عبر الحدود في أفغانستان وفتحوا النار على دوريات الحدود في نقطتي تفتيش، ما أسفر عن مقتل 28 جنديًا باكستانيًا وجرح 12 آخرين. أدى هذا الهجوم إلى تدهور العلاقات بين باكستان والولايات المتحدة. عبّر الشعب الباكستاني عن ردة فعله من خلال الاحتجاجات التي عمّت جميع أنحاء البلاد، واتخذت الحكومة تدابير أثرت سلبًا على إستراتيجية الانسحاب الأمريكي من أفغانستان، بما في ذلك إخلاء مطار شامسي وإغلاق خط الإمداد التابع لحلف الناتو.
في 3 يوليو 2012، اعتذرت وزيرة الخارجية الأمريكية هيلاري كلينتون رسمياً عن الخسائر التي تكبدها الجيش الباكستاني. أعادت باكستان بعد ذلك فتح طرق إمدادات الناتو.

## الخلفية والخط الزمني

### الهجوم
في 26 نوفمبر 2011، فتحت قوات حلف شمال الأطلسي بقيادة الولايات المتحدة النار على اثنتين من نقاط التفتيش الحدودية الباكستانية بالقرب من الحدود الباكستانية الأفغانية. وقع الهجوم في حوالي الساعة 02:00 بالتوقيت المحلي (01:30 في أفغانستان و 21:00 بتوقيت جرينتش). ووفقًا للمدير العام للعمليات العسكرية (DGMO)، اللواء أشفق نديم، كان الهجوم بمثابة ضربة منسقة لحلف شمال الأطلسي واستُخدمت فيها طائرتا هليكوبتر من طراز إيه إتش 64 أباتشي وطائرة حربية من طراز إيه سي 130 وطائرتان مقاتلتان من طراز إف 15 إيغل. استُخدمت طائرة من طراز ليبرتي إم سي 12 دابليو ذات الدفع التوربيني في مهام الاستخبارات والمراقبة والاستطلاع. تقع نقاط التفتيش على بعد 200 متر (660 قدم) إلى 2.5 كيلومتر (1.6 ميل) داخل باكستان من الحدود مع أفغانستان في منطقة صلالة التابعة لمنطقة بايزاي التابعة لمنطقة مهمند في المناطق القبلية الخاضعة للإدارة الفيدرالية (باكستان)، وتبعد مسافة كيلومتر واحد على قمة جبل صلالة.
تسببت الهجمات في مقتل ما يصل إلى 24 جنديًا باكستانيًا، بينهم ضابطان، اللواء مجاهد ميراني والنقيب عثمان علي. أصيب 13 جنديًا آخر. أفاد كلا الجانبين بتعرضهما للهجوم أولاً. اعتبرت الحدود -ذات الترسيم السيئ، بالإضافة إلى تاريخ مقاتلي طالبان المتنقلين حول المناطق الحدودية الأفغانية- عوامل محتملة مساهمة في الحادث.

### الادعاءات الأمريكية الأفغانية
وفقًا للمسؤولين الأفغان والأمريكيين، بدأ الحادث بعد إطلاق النار على قوات التحالف الأمريكية الأفغانية، التي كانت تقوم بعملية ضد طالبان الأفغانية في ولاية كنر شرق أفغانستان، من مواقع حدودية داخل باكستان. قال مسؤول أفغاني في كابول «حدث إطلاق نار قادم من الموقع ضد جنود الجيش الأفغاني الذين طلبوا الدعم».
صرّح المسؤول الأفغاني أيضًا بأن النار أُطلقت عليهم مباشرة من الموقع العسكري الباكستاني نفسه. أيّد مسؤول غربي هذه الادعاءات بقوله: «لقد أُطلقت النار عليهم من قاعدة للجيش الباكستاني». و«كان إجراءً دفاعيًا». وفقًا للروايات الأمريكية والأفغانية، استُدعيت طائرات الهليكوبتر للحصول على الدعم ضد النيران القادمة.
بحسب ما أوردت التقارير، اعترف مسؤول باكستاني في وزارة الدفاع بأن الجنود في الموقع الحدودي الباكستاني الذين رابطوا هناك لغرض صريح هو وقف أعمال التسلل، قد أطلقوا بضع قنابل نارية وقذيفتي هاون ورشقة واحدة أو رشقتين من نيران الرشاشات في هذا الاتجاه.
أشار مسؤول أمريكي آخر في كابول إلى حادثة وقعت في سبتمبر 2010، أطلقت فيها طائرة هليكوبتر تابعة للناتو النار على موقع في باكستان، ما أسفر عن مقتل جنديين. «تمثل الوضع في دخول قوات المتمردين إلى أحد المواقع الحدودية الباكستانية واستخدامها الموقع باعتباره مركزًا لإطلاق النار. وعندما قمنا بالرد على مصدر النيران، أصبنا قوات الأمن الباكستانية. وزعم المسؤولون العسكريون في كابول أن المتمردين في باكستان استخدموا أيضًا قواعد الحدود الباكستانية الفارغة لشن هجمات، التي كانت على حد قولهم بمثابة عذر كافٍ لقوات التحالف الذين استدعوا الغارة الجوية عندما أطلقوا النار.
قال مسؤول أمريكي إن قوات الناتو أبلغت قيادة الفيلق الحادي عشر في الجيش الباكستاني بالقرب من الحدود الغربية بأن العمليات ضد مقاتلي طالبان ستتم في ذلك اليوم. اعترف الجنرال الباكستاني عباس في مؤتمر صحفي بأن قوات التحالف «أبلغت جيشنا في وقت مبكر (مبكر جدًا) بأنها ستجري عملية هناك».
وفقًا للجيش الأمريكي، نُقلت المعلومات حول الضربة المقترحة عبر أحد المراكز الحدودية حيث يتبادل الضباط من كلا الطرفين المعلومات في محاولة لتجنب إطلاق النار على بعضهم، وبعد ذلك أعطى الضباط الباكستانيون التصريح للقيام بالضربة، إذ صرّحوا بعدم وجود قوات باكستانية في المنطقة.